# Franz Josef Degenhardt
Franz Josef Degenhardt, né le 3 décembre 1931 à Schwelm (Westphalie) et mort le 14 novembre 2011 à Quickborn (Schleswig-Holstein), est un auteur-compositeur, chanteur et écrivain allemand.

## Biographie
Franz Josef Degenhardt est issu d'une famille catholique militante et antifasciste.
Reçu docteur en droit en 1966, il s'établit comme avocat à Hambourg en 1969. Il défend des hommes politiques de gauche, sociaux-démocrates, membres de la bande à Baader ou du Parti communiste allemand (DKP) auquel il adhère en 1978.
Ses œuvres musicales et littéraires reflètent son engagement politique. Il traite des grands thèmes mobilisateurs comme le conflit des générations entre les jeunes Allemands vis-à-vis de leurs aînés impliqués dans le nazisme, la contraception, la guerre du Vietnam, la dictature militaire en Grèce, etc.
La chanson qui le fait connaître est Spiel nicht mit den Schmuddelkindern (Ne joue pas avec les enfants sales, 1965). Il est le chantre de la révolte étudiante en 1968.
En 1986, il adapte quelques titres de Georges Brassens dans un album intitulé Junge Paare auf Bänken (Les amoureux des bancs publics).
Son premier roman Zündschnüre (Mèches de mise à feu, 1973), qui décrit la vie d'enfants d'ouvriers pendant la Seconde Guerre mondiale, est un grand succès et porté à l'écran.
Il est l'auteur de plus de trente albums et de huit romans.

## Récompenses
Franz Josef Degenhardt remporte plusieurs récompenses dont le Prix allemand du disque (de) en 1970, le Prix de la critique allemande du disque (de) en 1980 et 2008, le prix de la chanson de la SWF en 1986 et 1988.